# Edwina Hart

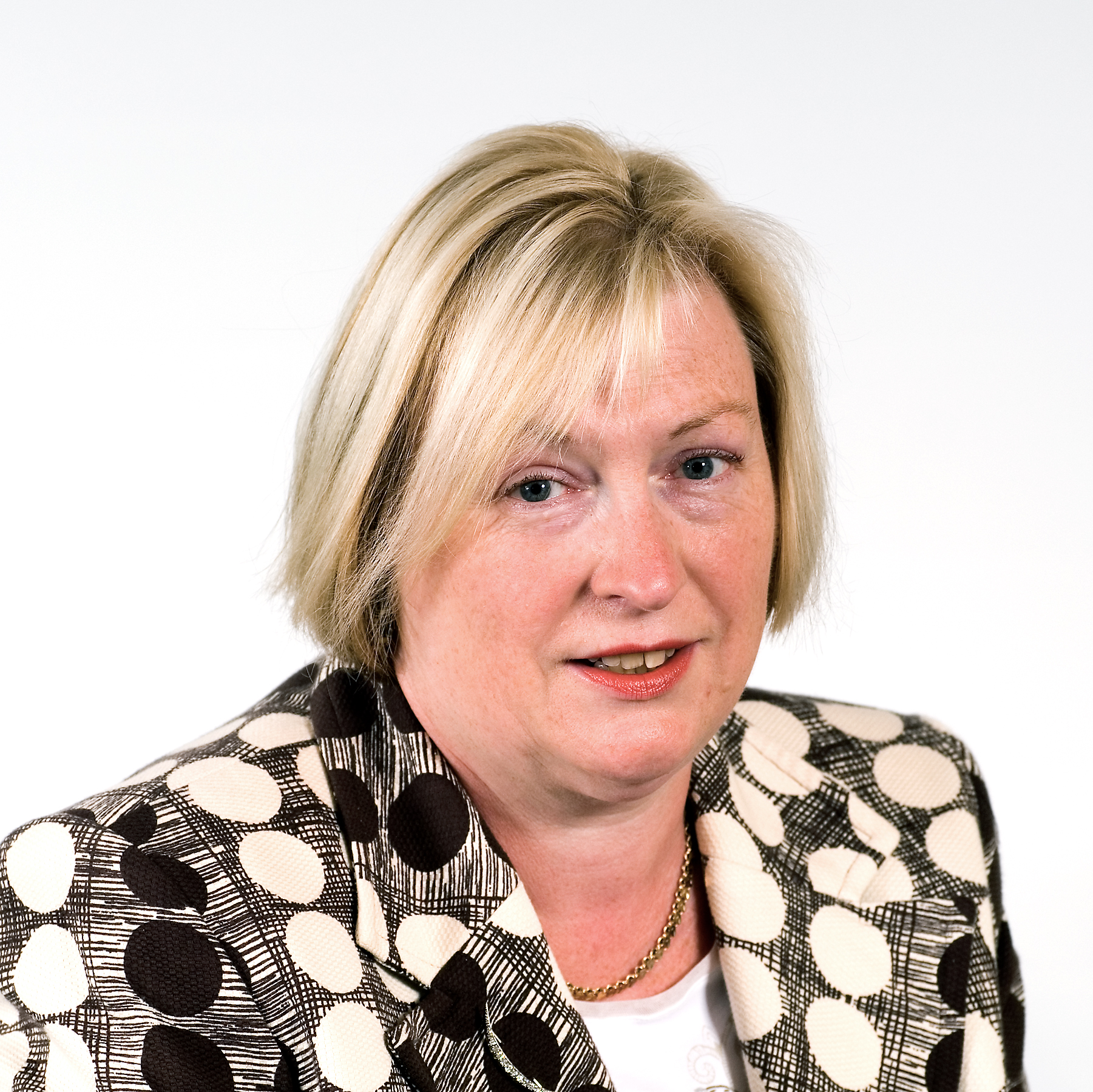
Edwina Hart

Edwina Hart (* 26. April 1957) ist eine walisische Politikerin. Von 1999 bis 2016 war sie Mitglied der walisischen Nationalversammlung für die Labour Party.
Zuerst war Hart Finanzministerin in der Regierung von Alun Michael, der ersten walisischen Regierung überhaupt. Zwischen 2000 und 2007 war sie dann Ministerin für soziale Gerechtigkeit und Regeneration in der Regierung von Rhodri Morgan. Anschließend wurde Hart zwischen 2007 und 2011 Ministerin für Gesundheit und soziale Dienste. Zuletzt war sie zwischen 2011 und 2016 Ministerin für Wirtschaft, Unternehmen, Technologie und Wissenschaft unter Carwyn Jones. Bei den Parlamentswahlen 2016 trat sie nicht an. Bevor sie in die Versammlung gewählt wurde, arbeitete sie im Bankwesen und war Präsidentin der BIFU-Gewerkschaft, die heute Teil der Amicus-Gewerkschaft ist.